# Communauté de communes Donjon - Val Libre
La communauté de communes Donjon - Val Libre est une communauté de communes française, située dans le département de l'Allier en région Auvergne-Rhône-Alpes. Son nom rappelle le nom révolutionnaire de la ville-centre : Val-Libre.

## Historique
La communauté de communes est née « d'une volonté des conseils municipaux, qui travaillaient déjà ensemble au sein du SIVOM des Basses Marches du Bourbonnais » et créée par l'arrêté préfectoral du 14 décembre 2001.
- 9 novembre 2001 : arrêté fixant le périmètre de la communauté de communes
- 14 décembre 2001 : arrêté de création de la communauté de communes et approbation des statuts.
- 17 décembre 2001 : constitution du bureau du conseil communautaire
- 21 décembre 2001 : institution de la Taxe Professionnelle Unique
- 31 décembre 2001 : arrêté fixant l'éligibilité de la communauté de communes à la dotation d'intercommunalité bonifiée
- 28 janvier 2002 : constitution de commissions
- 18 décembre 2002 : modification des statuts de compétences optionnelles :
- 22 août 2003 : modification des statuts culture-éducation
- 19 décembre 2003 : modification des statuts compétences optionnelles
- 14 novembre 2004 : démission du président
- 6 décembre 2004 : élection du nouveau bureau
- 4 avril 2008 : élection du nouveau président et des vice-présidents

Le schéma départemental de coopération intercommunale de l'Allier prévoyait, en 2011, la disparition de la communauté de communes, la population étant inférieure à 5 000 habitants. Sans résultat, elle était maintenue à titre dérogatoire.
En 2015, cette communauté de communes reste en dessous du seuil de 5 000 habitants fixé par la loi no 2015-991 du 7 août 2015 portant nouvelle organisation territoriale de la République ; « bien qu'à fiscalité professionnelle unique », elle « dispose d'une surface financière limitée qui la pénalise pour concrétiser des projets indispensables pour dynamiser le territoire et renforcer la cohésion de celui-ci » : elle ne peut pas se maintenir en l'état, d'autant plus que toutes les structures intercommunales seront remaniées. Il est proposé la fusion avec la communauté de communes Val de Besbre - Sologne Bourbonnaise. La future structure intercommunale comprendrait 30 communes pour une population dépassant 15 000 habitants.
Au mois de juin 2016, la future communauté de communes (Donjon + Val de Besbre) fusionnera aussi avec Varennes-Forterre ; la nouvelle structure intercommunale prend le nom de « Entr'Allier Besbre et Loire ».

## Territoire communautaire

### Géographie
La communauté de communes est située à l'est du département de l'Allier, dans l'arrondissement de Vichy. Elle jouxte les communautés de communes du Pays de Lapalisse au sud-ouest, Varennes-Forterre à l'ouest, Val de Besbre - Sologne Bourbonnaise au nord-ouest, Digoin Val de Loire au nord, de Paray le Monial (Saône-et-Loire) à l'est, du Canton de Marcigny (Saône-et-Loire) au sud-est, et de la communauté d'agglomération Roannais Agglomération au sud.
Elle est située sur l'axe routier Digoin – Lapalisse – Vichy (route départementale 994, ancienne route nationale), également au carrefour avec l'axe Moulins – Marcigny traversé par la route départementale 989 (ancienne route nationale).

### Composition
Elle est composée des quatorze communes suivantes :
| Nom                      | Code Insee | Gentilé         | Superficie (km2) | Population (dernière pop. légale) | Densité (hab./km2) |
| ------------------------ | ---------- | --------------- | ---------------- | --------------------------------- | ------------------ |
| Le Donjon (siège)        | 03103      | Donjonnais      | 37,02            | 1 076 (2014)                      | 29                 |
| Avrilly                  | 03014      | Avrilliens      | 11,48            | 138 (2014)                        | 12                 |
| Le Bouchaud              | 03035      |                 | 22,55            | 206 (2014)                        | 9,1                |
| Lenax                    | 03142      | Lenaxois        | 28,25            | 263 (2014)                        | 9,3                |
| Loddes                   | 03147      | Loddois         | 23,49            | 162 (2014)                        | 6,9                |
| Luneau                   | 03154      | Lunettois       | 27,27            | 295 (2014)                        | 11                 |
| Montaiguët-en-Forez      | 03178      |                 | 22,49            | 319 (2014)                        | 14                 |
| Montcombroux-les-Mines   | 03181      | Montcombrouxois | 23,42            | 329 (2014)                        | 14                 |
| Neuilly-en-Donjon        | 03196      | Neuillyssois    | 25,02            | 218 (2014)                        | 8,7                |
| Le Pin                   | 03208      | Pinois          | 21,78            | 403 (2014)                        | 19                 |
| Saint-Didier-en-Donjon   | 03226      | Didierois       | 32,92            | 275 (2014)                        | 8,4                |
| Saint-Léger-sur-Vouzance | 03239      | Léodégariens    | 18,18            | 264 (2014)                        | 15                 |
| Sorbier                  | 03274      | Sorbiérois      | 17,09            | 307 (2014)                        | 18                 |
| Varennes-sur-Tèche       | 03299      | Varennois       | 18,73            | 257 (2014)                        | 14                 |

### Démographie
| 1968  | 1975  | 1982  | 1990  | 1999  | 2008  | 2013  |
| ----- | ----- | ----- | ----- | ----- | ----- | ----- |
| 7 499 | 6 681 | 5 955 | 5 280 | 4 860 | 4 565 | 4 511 |

| Hommes | Classe d’âge | Femmes |
| ------ | ------------ | ------ |
| 0,8    | 90 ans ou +  | 1,7    |
| 12     | 75 à 89 ans  | 16,3   |
| 20,6   | 60 à 74 ans  | 21     |
| 22,2   | 45 à 59 ans  | 19,2   |
| 17,7   | 30 à 44 ans  | 15,4   |
| 11,1   | 15 à 29 ans  | 11,7   |
| 15,6   | 0 à 14 ans   | 14,7   |

| Hommes | Classe d’âge | Femmes |
| ------ | ------------ | ------ |
| 0,8    | 90 ans ou +  | 2,1    |
| 9,5    | 75 à 89 ans  | 13,9   |
| 18,6   | 60 à 74 ans  | 18,9   |
| 21,5   | 45 à 59 ans  | 20,4   |
| 17,6   | 30 à 44 ans  | 16,5   |
| 15,2   | 15 à 29 ans  | 13,3   |
| 16,8   | 0 à 14 ans   | 14,9   |

## Politique et administration

### Siège
Le siège de la communauté de communes est situé au Donjon.

### Les élus
La communauté de communes est gérée par un conseil communautaire composé de 25 membres représentant chacune des communes membres.
Ils sont répartis comme suit :
| Nombre de délégués | Communes |
| ------------------ | --- |
| 5                  | Le Donjon |
| 2                  | Luneau, Montaiguët-en-Forez, Montcombroux-les-Mines, Le Pin, Saint-Didier-en-Donjon, Saint-Léger-sur-Vouzance, Sorbier |
| 1                  | Avrilly, Le Bouchaud, Lenax, Loddes, Neuilly-en-Donjon, Varennes-sur-Tèche                                             |

### Présidence
En 2014, le conseil communautaire a élu son président, Gilles Berrat (élu à Varennes-sur-Tèche), et désigné ses quatre vice-présidents qui sont :
1. Michel Rajaud (élu à Saint-Léger-sur-Vouzance), chargé de l'environnement et de la communication ;
2. Marie-France Augier (élue à Loddes), chargée du social et des finances ;
3. Alain Decerle (élu au Pin), chargé du tourisme et de la culture ;
4. Dominique Geoffroy (élu à Neuilly-en-Donjon), chargé du développement économique.

### Compétences
L'intercommunalité exerce des compétences qui lui sont déléguées par les communes membres.
Deux d'entre elles sont obligatoires ; de plus, elle possède des compétences optionnelles et facultatives.
Les compétences obligatoires sont :
- développement économique :
  - création, aménagement, entretien et gestion de zones d'activités industrielle, commerciale, tertiaire, artisanale, touristique, portuaire ou aéroportuaire d'intérêt communautaire,
  - actions de développement économique : création et gestion d'ateliers relais, encouragement au développement du tissu commercial et artisanal de la communauté de communes, tourisme (actions pour favoriser l'accueil et l'information des touristes, promotion du territoire communautaire, étude, réalisation, gestion et entretien d'équipements touristiques, études de définition de la politique touristique, etc.) ;
- aménagement de l'espace :
  - schéma de cohérence territoriale et schéma de secteur,
  - élaboration d'une charte intercommunale de développement et d'aménagement,
  - réalisation de zones d'aménagement concerté d'intérêt communautaire,
  - aménagement rural,
  - plate-forme de services publics.

Les compétences optionnelles sont :
- création, aménagement et entretien de la voirie d'intérêt communautaire : desserte des zones d'activités communautaires ;
- politique du logement social d'intérêt communautaire et action par des opérations d'intérêt communautaire, en faveur du logement et des personnes défavorisées ;
- protection et mise en valeur de l'environnement ;
- études, réalisations et conduite sur le territoire, d'opérations d'amélioration de l'habitat ;
- élimination et valorisation des déchets ménagers et assimilés.

Les compétences facultatives sont : culture et éducation ; action sociale ; agriculture ; santé ; jeunesse ; maîtrise d'ouvrage, gestion et entretien des installations d'éclairage public sur les domaines public et privé de la communauté de communes.

### Régime fiscal et budget
La communauté de communes applique la fiscalité professionnelle unique.

## Projets et réalisations
Dans le domaine de l'économie, la communauté de communes projette la rénovation de l'hôtel de Bourgogne à Montaiguët-en-Forez, racheté en 2013 en vue de réhabiliter le site.
Dans le domaine du tourisme et de la culture, sont projetés le développement touristique du canal de Roanne à Digoin et une maison du Canal à Avrilly.
L'intercommunalité a déjà réalisé dans le domaine économique l'atelier-relais « Le Charollet » à Sorbier et la zone d'activités des Bernards au Donjon, dans le domaine du tourisme et de la culture des animations estivales et des chemins de randonnée, et pour les services à la population, une maison de santé au Donjon, un aménagement de plateaux multisports, un relais d'assistantes maternelles, un espace multimédia, une maison de services au public et un pôle multi-accueil.

### Sources
- SPLAF (Site sur la Population et les Limites Administratives de la France)
- « CC le Donjon - Val Libre » dans la base nationale sur l'intercommunalité